# George Calvin Waldrep III.
George Calvin Waldrep III bekannt als G. C. Waldrep (* 1968 in South Boston, Virginia) ist ein amerikanischer Dichter und Historiker.

## Leben
Waldrep erwarb Studienabschlüsse in Amerikanischer Geschichte an der Harvard University und der Duke University, wo er 1996 zum PhD promovierte. Einige Zeit lang (bis 2000) lebte er in North Carolina unter Amischen und arbeitete als Bäcker, Tischlergehilfe und Fensterbauer. Nach der Teilnahme am Iowa Writers’ Workshop 2003 bis 2005 erlangte er einen Master of Fine Arts (M.F.A.) in Kreativem Schreiben an der University of Iowa, worauf er wieder in die akademische Welt zurückkehrte.
Er wirkte als Gastprofessor an Kenyon College und Deep Springs College und war von 2007 bis 2018 Editor-at-Large der Kenyon Review, bis 2021 Advisory Editor. Zudem betreute er zehn Jahre lang (bis 2021) als Chefredakteur die Literaturzeitschrift West Branch. Er lehrt an der Bucknell University (Pennsylvania), wo er das Bucknell Seminar for Younger Poets hält. 2021 war er Visiting Fellow am Clare Hall College der University of Cambridge.
Seine Gedichte erschienen in zahlreichen Zeitschriften, u. a. in Poetry, Ploughshares, Boston Review, Paris Review, Colorado Review, Gettysburg Review, New American Writing, American Letters & Commentary, Yale Review, Iowa Review, The Nation, Poetry Review, Seneca Review, Poetry International, Colorado Review, Cincinnati Review, Quarterly West, Octopus, Harper’s, Gulf Coast sowie im Times Literary Supplement.
Er erhielt zahlreiche Förderungen und Aufenthaltsstipendien u. a. seitens MacDowell Colony, Yaddo, Lannan Foundation, Ucross Foundation, Virginia Center for the Creative Arts, Vermont Studio Center, Headlands Center for the Arts, Djerassi Resident Arts Program, Atlantic Center for the Arts, Willapa Bay Artist-in-Residence Program, Hawthornden International Writers Retreat und Tyrone Guthrie Centre. 
2008 fand sein Artikel The New Order Amish and Para-Amish Groups: Spiritual Renewal Within Tradition weite Beachtung.
Er ist Mitglied der Old Order River Brethren.

## Auszeichnungen
- 2001 Illinois Prize for history
- 2003 Colorado Prize for Poetry
- 2003 Greenwall Award der Academy of American Poets
- 2004 John Logan Prize in Poetry
- 2005 Campbell Corner Poetry Prize
- 2005 George Bogin Memorial Award
- 2005 Cecil Hemley Memorial Award
- 2006 Alice Fay di Castagnola Award
- 2007 NEA Fellowship in Literature
- 2007 Pushcart Prize
- 2008 Dorset Prize
- 2008 Gertrude Stein Award for Innovative American Poetry
- 2012 Pushcart Prize
- 2019 William Carlos Williams Award
- 2023 Pushcart Prize

## Werke
- Goldbeater’s Skin. Gedichte. Center for Literary Publishing 2003. ISBN 978-1-885635-06-8.
- The Batteries. Gedichte. (Chapbook.) New Michigan Press 2006. ISBN 978-0-9762092-5-6.
- Disclamor. Gedichte. BOA Editions 2007. ISBN 978-1-929918-97-3.
- One Way No Exit. (Chapbook.) Tarpaulin Sky Press 2008
- Archicembalo. Gedichte. Tupelo Press 2009. ISBN 978-1-932195-74-3.
- Szent László Hotel. (Chapbook.) Projective Industries 2011
- Your Father on the Train of Ghosts. Gedichte (mit John Gallaher). BOA Editions 2011. ISBN 978-1-934414-48-4.
- Susquehanna. (Chapbook.) Omnidawn 2013
- Testament. Gedicht. BOA Editions 2015. ISBN 978-1-938160-63-9.
- feast gently. Gedichte. Tupelo Press 2018. ISBN 978-1-946482-11-2.
- The Earliest Witnesses. Gedichte. Tupelo Press 2021. ISBN 978-1-80017-036-0.
- The Opening Ritual. Gedichte. Tupelo Press 2024. ISBN 978-1-961209-14-5.

### Sachtitel
- Southern Workers and the Search for Community. University of Illinois Press 2000. ISBN 978-0-252-06901-7.
- mit Ilya Kaminsky: Homage to Paul Celan. Anthologie. Marick Press 2012. ISBN 978-1-934851-35-7.
- mit Joshua Corey: The Arcadia Project: North American Postmodern Pastoral. Anthologie. Ahsahta Press 2012. ISBN 978-1934103296.